# 少女 (雑誌)
『少女』（しょうじょ）は、かつて光文社から発行されていた少女向け月刊誌。

## 概要
1949年2月創刊。1963年3月をもって休刊。
倉金章介の『あんみつ姫』が1949年5月号から1955年4月号にかけて連載。当時の人気少女タレント松島トモ子が表紙を1951年から1959年まで飾る。次第に、おしゃれ手芸セット、お勉強カバン、お勉強下じき、クリスマスかざりなどの多くの付録が毎号付くようになる。

## 執筆陣
漫画家としては、長谷川町子、手塚治虫、横山光輝、藤子不二雄、わたなべまさこ、伊東章夫、望月あきら、うしおそうじ、岡部冬彦、石森章太郎、上田とし子、永島慎二、木村光久、オオトモヨシヤス､高橋真琴ら、挿絵画家としては、蕗谷虹児、玉井徳太郎、高畠華宵、蕗谷虹児、江川みさおら。作家としては、西条八十、島田一男、橋田寿賀子、吉屋信子、田中澄江、若杉慧、八住利雄、サトウハチロー、木村荘十、大下宇陀児、梅崎春生、藤沢桓夫、久米正雄、藤原審爾、源氏鶏太、船山馨、大林清、北條誠、阿木翁助、中野実らが執筆している。